# Nikólaos Orfanós
Nikólaos « Níkos » Orfanós (en grec Νικόλαος «Νίκος» Ορφανός), né à Korydallos en Grèce, est un homme politique grec.

## Biographie
Aux élections législatives grecques de janvier 2015, il est élu député au Parlement grec sur la liste de La Rivière dans la deuxième circonscription du Pirée.